# لوئیس براندونی
لوئیس براندونی (اسپانیایی: Luis Brandoni‎؛ زادهٔ ۱۸ آوریل ۱۹۴۰) بازیگر و سیاستمدار اهل آرژانتین است. وی از سال ۱۹۶۲ میلادی تاکنون مشغول فعالیت بوده‌است.
از فیلم‌ها یا برنامه‌های تلویزیونی که وی در آن نقش داشته‌است، می‌توان به آتش‌بس و بازندگان قهرمان اشاره کرد.